# Haza Hisui
Haza Hisui (羽座 妃粋, sinh ngày 16 tháng 3 năm 1996) là một cầu thủ bóng đá nữ người Nhật Bản. Cô chơi tại vị trí hậu vệ

## Sự nghiệp câu lạc bộ
Haza sinh ra tại Nishinomiya vào ngày 16 tháng 3 năm 1996. Sau khi tốt nghiệp Đại học Khoa học Thể thao Nippon , cô gia nhập câu lạc bộ địa phương INAC Kobe Leonessa vào năm 2018.  Vào tháng 8 năm 2019, cô chuyển đến câu lạc bộ Tây Ban Nha SE AEM 

## Sự nghiệp đội tuyển quốc gia
Vào ngày 13 tháng 9 năm 2014, khi Haza 18 tuổi, cô đã ra mắt đội tuyển quốc gia Nhật Bản trong trận đấu với Ghana . Cô đã cùng Nhật Bản tham dự Đại hội Thể thao châu Á 2014 ,cô đã chơi ba trận và giúp Nhật Bản giành vị trí thứ hai. Vào tháng 11 năm 2016, cô được chọn vào đội tuyển quốc gia U-20 Nhật Bản tham dự Giải vô địch bóng đá nữ U-20 thế giới 2016 và Nhật Bản đã giành vị trí thứ ba.

## Thống kê sự nghiệp
| Nhật Bản  | Nhật Bản | Nhật Bản |
| Năm       | Trận     | Bàn      |
| --------- | -------- | -------- |
| 2014      | 4        | 0        |
| Tổng cộng | 4        | 0        |